# Donald Davidson (Dichter)
Donald Davidson (* 8. August 1893 in Campbellsville, Giles County, Tennessee; † 25. April 1968 in Nashville, Tennessee) war ein US-amerikanischer Dichter, Essayist und Literaturkritiker.

## Biografie
Nach dem Schulbesuch studierte Davidson an der Vanderbilt University in Nashville und schloss dieses Studium 1917 mit einem Bachelor of Arts (B.A.) ab. Im Anschluss leistete er während des Ersten Weltkrieges seinen Militärdienst in der US Army und wurde zuletzt zum Leutnant befördert. Nach Beendigung des Krieges absolvierte er ein postgraduales Studium an der Vanderbilt University, erwarb dort 1922 einen Master of Arts (M.A.) und war danach von 1923 bis 1930 Literaturkritiker bei der Tageszeitung The Nashville Tennessean.
Kurz darauf gab er 1924 mit der Anthologie An Outlawed Piper sein eigenes literarisches Debüt, dem mit The Tall Men (1927) und Lee in the Mountains, and Other Poems (1938) zwei weitere Gedichtbände folgten. Dabei prägte er den Stil einer Southern Agrarians genannten Gruppe von Dichtern aus den Südstaaten mit.
Danach veröffentlichte Davidson, der auch als Professor an der Vanderbilt University tätig war, die Sachbücher The Attack on Leviathan: Regionalism and Nationalism in the United States (1938) und Why the Modern South Has a Great Literature (1951) sowie The Tennessee (1946 bis 1948), eine zweibändige Geschichte über den Tennessee River.
Nach einer Sammlung von Essays unter dem Titel Still Rebels, Still Yankees, and Other Essays (1957) erschienen mit The Long Street (1961) und Collected Poems: 1922-1961 (1966) noch zwei weitere Gedichtbände. Sein einziger Roman The Big Ballad Jamboree erschien erst 1996 posthum.

## Hintergrundliteratur
- Thomas Daniel Young, M. Thomas Inge: Donald Davidson: An Essay and a Bibliography, 1965
- Thomas Daniel Young, M. Thomas Inge: Donald Davidson, 1971
- John Tyree Fain, Thomas Daniel Young: The Literary Correspondence of Donald Davidson and Allen Tate, 1974
- Mark G. Malvasi: The Unregenerate South: The Agrarian Thought of John Crowe Ransom, Allen Tate, and Donald Davidson, 1997
- Mark Royden Winchell: Where No Flag Flies: Donald Davidson and the Southern Resistance, 2000
- Gerald J. Smith: Agrarian Letters: The Correspondence of John Donald Wade and Donald Davidson, 1930-1939, 2003